# Ultimaker
UltiMaker B. V. je nizozemská firma zaměřená na výrobu 3D tiskáren. Byla založena v roce 2011 v Geldermalsenu a jejími zakladateli byli Martijn Elserman, Erik de Bruijn a Siert Wijnia.  Firma navázala na projekt RepRap a začala využívat otevřený software. V březnu 2011 přišel na trh model Ultimaker Original, dodávaný jako stavebnice. V září 2013 následoval Ultimaker 2, který umožnil přístup k 3D tisku i domácnostem, školám a drobným podnikatelům. V roce 2018 vyrobila firma velkoformátovou tiskárnu Ultimaker S5, která může používat i kompozitní materiály.
Společnost má okolo 400 zaměstnanců v Nizozemsku, USA a Singapuru. Vyrábí zařízení pro technologii FDM a využívá software Cura. Navázala spolupráci na vývoji materiálů pro tisk s firmami BASF, DuPont a Arkema. Produkty Ultimakeru jsou využívány v architektuře, zdravotnictví nebo automobilovém průmyslu.
V roce 2019 se novým sídlem firmy stal Utrecht. V roce 2022 se spojila s americkou firmou MakerBot, hlavním akcionářem je SHV Holdings.